# Yevgueni Balitski
Yevgueni Vitálievich Bálitski (Ruso: Евге́ний Вита́льевич Ба́лицкий, Ucraniano: Євге́н Віта́лійович Ба́лицький, transliterado: Yevhén Vitáliiovych Bálytskyi; 10 de diciembre de 1969) es un político y empresario ucraniano prorruso que actualmente se desempeña como gobernador impuesto por Rusia del óblast de Zaporiyia desde el 9 de mayo de 2022. Bálytskyi se desempeñó anteriormente como diputado del pueblo de Ucrania en las convocatorias séptima y octava de la Rada Suprema (parlamento de Ucrania), también como miembro del Consejo del Óblast de Zaporiyia.
Nacido en Melitópol, RSS de Ucrania, en el seno de una familia de militares, Bálytskyi sirvió en la Fuerza Aérea Soviética y en la Fuerza Aérea de Ucrania antes de entrar en los negocios, sirviendo como director de una empresa de electrodomésticos en Melitópol. Ingresó a la política como miembro independiente del Consejo del Óblast de Zaporiyia antes de unirse al Partido de las Regiones en 2004. Bálytskyi sirvió dos mandatos como diputado del pueblo de Ucrania, el primero como miembro del Partido de las Regiones y el segundo como miembro del partido Bloque Opositor (en).
Tras la invasión rusa de Ucrania en 2022, Bálytskyi comenzó a colaborar con las autoridades rusas. Originalmente sospechoso de ser alcalde de facto de Melitópol por el Servicio de Seguridad de Ucrania, más tarde fue nombrado gobernador del óblast de Zaporiyia por las autoridades rusas el 9 de mayo de 2022, en medio de la ocupación del óblast por parte del ejército ruso.

## Primeros años y carrera
Yevhén Vitáliiovych Bálytskyi nació en Melitópol, entonces en la República Socialista Soviética de Ucrania de la Unión Soviética, el 10 de diciembre de 1969, en una familia de aviadores militares. En 1987, se graduó de la escuela secundaria. En 1991, se graduó de la Escuela Superior de Aviación Militar de Tambov como teniente. Durante los siguientes cuatro años, sirvió en varias guarniciones de aviación, y en 1995 fue transferido a las reservas del avión de transporte militar del Regimiento de Melitópol con el rango de capitán.
De 1995 a 1997, fue director de la empresa OlZheKa, que vendía y reparaba electrodomésticos en Melitópol. En 1996, OlZheKa estableció la primera estación de radio FM en Melitópol, llamada Espacio Sur.
De 1997 a 2007, Bálytskyi fue director de Cervecería Melitópol, y solo en 2007 vendió una participación mayoritaria en esta empresa. Desde 2000, dirigió Melitopol Avtoguidroagregat, una empresa de repuestos para tractores. A partir de 2012, fue subdirector de economía en Melitópol Avtoguidroagregat. Tanto Cervecería Melitópol como Avtoguidroagregat lograron el éxito económico bajo el liderazgo de Bálytskyi.

## Política regional
De 1998 a 2002, Bálytskyi fue diputado del Consejo del Óblast de Zaporiyia, como independiente. En 2004, se unió al Partido de las Regiones, y de 2010 a 2012 se desempeñó nuevamente como diputado del Consejo del Óblast de Zaporiyia, sirviendo como miembro del Comité Permanente sobre el Presupuesto, así como Director Interino del Departamento en el Ministerio de Economía e Integración Europea.

## Rada Suprema
De 2012 a 2019, Bálytskyi fue diputado del pueblo de Ucrania, sirviendo en la 7.ª y 8.ª de la Rada Suprema de Ucrania, elegido en ambas ocasiones como miembro del distrito n.º 80 del Óblast de Zaporiyia, un distrito plurinominal.
El 14 de febrero de 2014, fue elegido vicepresidente de la organización Melitópol del Partido de las Regiones. En abril, Bálytskyi notó problemas ambientales en Limán del Molochna.
El 3 de junio de 2014, Bálytskyi dejó la facción del Partido de las Regiones en la Rada Suprema, y luego se unió al partido Bloque Opositor en mayo de 2015.

## Colaboracionismo con Rusia
Tras la captura de Melitópol por las fuerzas rusas durante la invasión rusa de Ucrania en 2022, Bálytskyi ayudó en el establecimiento de un nuevo gobierno prorruso en la ciudad. El Servicio de Seguridad de Ucrania (SSU) ha afirmado que Bálytskyi es la "eminencia gris" de la ocupación en Melitópol.
El 9 de mayo de 2022, se informó que Bálytskyi fue nombrado gobernador del óblast de Zaporiyia ocupado por Rusia.[9] Bálytskyi se convirtió en miembro de Rusia Unida el 26 de septiembre de 2022.